# پریتام چاکرابورتی
پریتام چاکرابورتی (انگلیسی: Pritam Chakraborty؛ زادهٔ ۱۴ ژوئن ۱۹۷۱) یک آهنگساز اهل هند است.
وی همچنین برنده جوایزی همچون جوایز فیلم‌فیر شده است.

## فیلم‌شناسی
- جاگا و جاسوس
- دروغ سفید
- فاتاپسترنیکلاهرو
- جوانی و دیوانگی
- راش
- برفی!
- کوکتل
- بادیگارد
- متشکرم
- کلاهبردار
- بیلوی آرایشگر
- نیویورک
- تازه ازدواج‌کرده
- توان
- راش
- سرعت
- شکلات
- گانگستر
- هت‌تریک
- تعطیلات
- دنگل